# Priscila (software)
Priscila es un servidor proxy web, utilizado por universidades para dar acceso desde el exterior de la red informática de la universidad, a las bibliotecas virtuales suscritas y habilitadas por dirección IP. Esto permite a los estudiantes de las universidades acceder a través de Priscila a las bases de datos bibliográficas desde el hogar o en otros lugares que se conecten, y la universidad poder obtener los registros de consulta para realizar un análisis estadístico de los datos.
El software fue desarrollado por el  ingeniero German Yesid Gonzalez  Acuña  en 2019 como parte del equipo de desarrollo de ImpactoCrea, como una alternativa local para EZproxy. 

## Características Principales
Priscila fue desarrollado con lenguajes modernos los cuales brindan un rendimiento superior y con posibilidad de integrarse con sistemas existentes. Entre sus principales ventajas se encuentran:

### Multiplataforma
Puede ser instalado en la mayoría en servidores actuales. Trabaja con Windows, Linux o Mac.

### Autenticación
La autenticación de usuarios puede realizarse a través de LDAP, Active Directory, Correo institucional o usuarios creados en la aplicación.

### Entorno Web
Toda la configuración de Priscila puede realizarla desde el navegador Web. Gestione la configuración de sus bibliotecas y usuarios fácilmente.

### Balanceo de Carga
Permite configurar múltiples servidores para trabajar en conjunto a través de un balanceador de carga.